# Holorusia malayensis
Holorusia malayensis är en tvåvingeart som först beskrevs av Edwards 1932.  Holorusia malayensis ingår i släktet Holorusia och familjen storharkrankar. Inga underarter finns listade i Catalogue of Life.